# Chamblet
Chamblet é uma comuna francesa na região administrativa de Auvérnia-Ródano-Alpes, no departamento Allier. Estende-se por uma área de 20,51 km². Em 2010 a comuna tinha 1 123 habitantes (densidade: 54,8 hab./km²).